# Wietze de Haan
Wietze de Haan is een Fries politicus en was wethouder, raadslid en statenlid van Friesland.
Na een langdurige periode als wethouder van Lemsterland te hebben gefunctioneerd, is de Haan bestuurder van de FNV Vakcentrale Noord- en Oost-Nederland geweest en was hij Statenlid voor de Partij van de Arbeid in de provincie Friesland. Vanuit die verantwoordelijkheid was hij tot 14 maart 2007 onder andere voorzitter van de Statencommissie Boarger en Mienskip. Tevens bekleedde de Haan een aantal bestuurlijke functies in verschillende provinciale en Noordelijke besturen. Tot 1 september 2009 was Wietze de Haan vicevoorzitter van de Noordelijke Sociaal Economische Raad (SER). Daarnaast is de Haan ondernemer en tot 1 januari 2015 werkzaam geweest bij Adviesburo VD Advies te Lemmer/Houtigehage. Sinds 8 januari 2009 was hij Lid van het Dagelijks Bestuur van het Wetterskip Fryslân, wat op 22 april 2015 is beëindigd doordat de Haan zich niet voor een nieuwe periode verkiesbaar stelde. De Haan is 3,5 jaar ambassadeur van de organisatie Fier, gevestigd te Leeuwarden, geweest, welk ambassadeurschap hij in 2019 heeft beëindigd. Vanaf 2018 tot 2022 is de Haan fractievoorzitter van de PvdA in de gemeente De Fryske Marren geweest. 
Op dit moment is de Haan nog secretaris van de Stichting Waterschapserfgoed in Friesland en radiomedewerker van het nieuws programma Gaastnijs, hij en de rest van de nieuwsredactie van het programma Gaastnijs kreeg in 2023 de Cultuurprijs van de gemeente De Fryske Marren uitgereikt.
Met de bekende Friese schrijver Klaas Jansma heeft de Haan een boek geschreven over bijnamen in de gemeente Lemsterland. Het boek is genaamd Ach, ach Flau Bouk. Ook schreef de Haan columns en Friese liederen en maakte cd's met o.a. de band Stag, de band Replyk en het duo Challenge. Bekend is een lofzang op de karakteristieke Lemstersluis. Het nummer 'Oh Lemster slûs' is door Omrop Fryslân opgenomen. De Haan was zanger in de Friese band Stâg.
De Haan schrijft gedichten en heeft drie dichtbundels gepresenteerd: Was getekend, Beeldend Beschreven” en “Breien met Letters, voor wie verveling zoekt.” 
Tevens is van zijn hand het boekje Toemaar Dokter verschenen. Het boek beschrijft de worsteling die hij heeft gehad met de gekozen dood van zijn vader. 
Over burgemeester in oorlogstijd, dhr. M. Krijger, heeft de Haan een boek geschreven, genaamd Vernoemd, verguisd, verdwenen. In het boek beschrijft hij het functioneren van deze burgemeester in de Tweede Wereldoorlog. Het plein dat na de bevrijding naar burgemeester Krijger was vernoemd, is na het verschijnen van het boek weer hernoemd naar de oude naam Markt.